# Andrzejki-Tyszki
Andrzejki-Tyszki ist ein Dorf in Polen, das der Landgemeinde Czerwin im Powiat Ostrołęcki der Woiwodschaft Masowien angehört. Es liegt rund 120 Kilometer nordöstlich der Landeshauptstadt Warschau. 
Das Dorf hat ca. 120 Einwohner.
Die erste urkundliche Erwähnung des Dorfes stammt von 1426.